# 2017年アジアユースゲームズ
2017年アジアユースゲームズ（2017ねんアジアユースゲームズ、2017 Asian Youth Games）は2017年に開催される予定であったアジアユースゲームズ。当初はスリランカ・ハンバントタで開催予定だった。が、スリランカが開催を返上。その後、第18回アジア競技大会のリハーサル大会として2017年にインドネシア・ジャカルタで開催される予定となったが、これも中止となった。そのため、アジアユースゲームズは2021年大会まで延期となった。

## 開催都市決定
ハンバントタは2018年コモンウェルスゲームズの招致レースでオーストラリア・ゴールドコーストに及ばなかったが、その後アジアユースゲームズの招致に乗り出し、2012年6月にアジアオリンピック評議会（OCA）総会でインドネシア、カタール、アラブ首長国連邦、ウズベキスタンを抑えて開催権を勝ち取ったと発表された。